# スコット・カリー
スコット・カリー（Scott Curry、1988年5月17日 - ）は、ニュージーランドのラグビー選手。

## プロフィール
- ニュージーランド・ロトルア出身[1]。
- ポジションはナンバーエイト(No8)。
- 身長 193cm、体重 100kg

## 略歴
2016年、リオ五輪の7人制ニュージーランド代表に選ばれた。
2021年、東京五輪の7人制ニュージーランド代表に選ばれて共同主将を務めて銀メダル獲得。同年11月、宗像サニックスブルースに加入。
2022年2月12日に行われたJAPAN RUGBY LEAGUE ONE第4節江東ブルーシャークス戦にて先発出場で日本での公式戦初出場を果たした。
2024年、パリ五輪の7人制ニュージーランド代表に選ばれた。